# Schaatsclub Gouda
Schaatsclub Gouda is een schaatsvereniging in Gouda.
De schaatsclub is opgericht op 1 oktober 1962. Geschaatst wordt er op de Vechtsebanen in Utrecht. De droogtrainingen worden gehouden op de atletiekbaan in Gouda, samen met Atletiekvereniging Gouda.
Bekende (oud-)leden van de Schaatsclub Gouda zijn onder andere Andrea Nuyt, Ingrid Paul, Ted-Jan Bloemen, Tim Salomons, Jan Bazen en Paulien van Deutekom.
A.S.S.W.S.V. SKITS (Amsterdam) · IJssportvereniging Alblasserwaard (Dordrecht) · E.S.S.V. Alcedo (Rotterdam) · IJsclub Bleiswijk (Bleiswijk) · D.S.V. De Skeuvel (Enschede) · HardrijVereniging Den Haag-Westland · (Den Haag) · IJsclub Eindhoven (Eindhoven) · Schaatsclub Gouda (Gouda) · IJsvereniging Groningen (Groningen) · HCH Heerenveen (Heerenveen) · Hengelose IJsclub (Hengelo) · IJsclub Nut & Vermaak (Leimuiden) · IJsclub Twenthe (Almelo) · 
IJssport Vereniging Leiden (Leiden) · STV Lekstreek (Krimpenerwaard) · Lissesche IJsclub (Lisse) · NSSV (Mildam) · USSV Softijs (Utrecht) · SVS Stevensbeek (Stevensbeek) · IJsvereniging Zoetermeer (Zoetermeer)